# Étienne Rouchouze

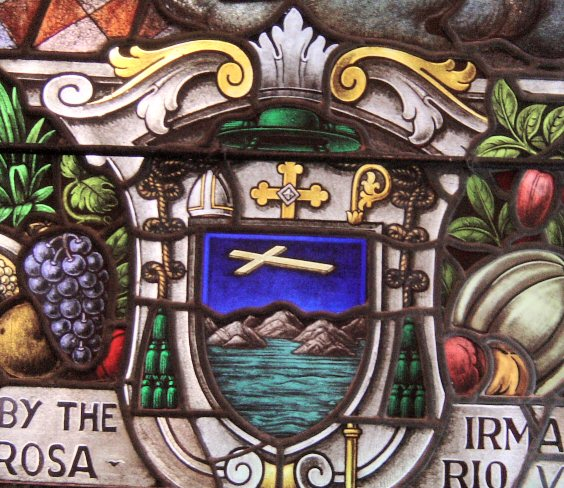
Armes épiscopales de Mgr Rouchouze, vitrail de la Cathédrale Notre-Dame-de-la-Paix d'Honolulu.

Étienne Jérôme Rouchouze (Saint-Sauveur-en-Rue, 28 février 1798 - en mer dans le Pacifique, 13 mars 1843) est un missionnaire français.

## Biographie
Rouchouze naît au hameau de Chazeau sur la commune de Saint-Sauveur-en-Rue, sa maison natale existe toujours et est signalée par une plaque et un buste. Il entre chez les Pères de Picpus en 1817 et devient, en 1833, premier vicaire apostolique d'Océanie orientale (qui comprend notamment Tahiti, les Marquises et Hawaï).
Il part ainsi sur la Delphine le 20 octobre 1834 avec un groupe de missionnaires et arrive à Valparaiso le 19 février 1835. En mai, il rejoint les pères Caret et Laval aux îles Gambier et, en octobre 1836, inaugure la première église en pierre d'Océanie à Aukena.
En septembre 1837, il accueille à Mangareva les pères Bataillon, Chanel et Pompallier et, du 3 au 15 août, Jules Dumont d'Urville qui lui remet de l'argent et des approvisionnements. Dumont d'Urville et les officiers de L'Astrolabe peuvent ainsi assister aux messes célébrées par le père Rouchouze.
De février 1839 à mai 1840, le père Rouchouze visite les îles de Nuku Hiva et de Ua Pou, puis va à Hawaï où les droits des religieux catholiques ont été rétablis par Cyrille Laplace. Il débarque ainsi le 14 mai à Honolulu avec plusieurs missionnaires et confie au père Louis-Désiré Maigret la direction de la troupe.
Rouchouze revient ensuite en Europe (1840) et y obtient l'embarquement sur la Marie-Joseph, en sa compagnie, de vingt-quatre missionnaires et sœurs à destination des Marquises.
Le navire part ainsi de Saint-Malo le 15 décembre 1842, fait escale à Santa Catarina au Brésil en février 1843 puis disparaît totalement le 13 mars. Il a été évoqué un naufrage au Cap Horn ; mais, d'après une enquête, les passagers du bateau, qu'une tempête aurait dérouté vers l'Ile de Pâques, auraient été tués, cuits et dévorés par les pascuans. Aucune trace n'en sera jamais retrouvée.